# Radio Astral
Radio Astral es una emisora de radio salvadoreña dedicada a la transmisión de música rock, fundada el 21 de agosto de 1993 por Elías Antonio Saca, siendo la primera estación del Grupo Radial Samix (actualmente Radio Corporación El Salvador). Dejó de transmitir en su frecuencia 94.9 FM en diciembre del 2014 y cerró definitivamente sus transmisiones en línea en 2019. La frecuencia cambió de nombre a La Urbana, con un formato más comercial. Sin embargo, el 1 de diciembre de 2022, la emisora regresó al aire en la frecuencia 102.9 MHz, reemplazando a la Radio 102Nueve.

## Historia
Radio Astral nació en 1993, transmitiendo en la frecuencia 94.9 MHz en San Salvador. Fue la primera estación del Grupo Radial Samix fundada por Elías Antonio Saca. Esta radio fue dirigida desde sus inicios por Manuel Ernesto Martínez. Inicialmente su programación  se dirigía a un público adulto contemporáneo, pero en 1997 su  formato cambió debido a su falta de éxito. Radio Astral se convirtió en la primera radio de 24 horas ininterrumpidas de rock en la región centroamericana. En 2011 Francisco Parada se convirtió en el director de la radio. El 17 de diciembre de 2014 Radio Astral anunció que desaparecería del dial y que trasladarían sus programas a una página web en línea, dejando en su lugar a Radio La Urbana, una radio dedicada a la música urbana y al reguetón.

### Adaptación tecnológica
Astral sufrió una revolución tecnológica, al principio se utilizaban distintos dispositivos con la finalidad de  transmitir música y comerciales; dispositivos para comunicarse con el público. Para programar música empleaban reproductores de CD, casetes y minicasetes. Para los comerciales utilizaban Instant replay y cinta de media pulgada. El beeper y el teléfono fijo les sirvió para comunicarse con los radioescuchas. Luego llegó la computadora a la emisora y se comenzó a utilizar ZaraRadio y Radio 5, ambos softwares de automatización radial. En cuanto a la adaptación de los locutores a estas nuevas tecnologías fue un proceso autodidacta y progresivo.

### Etapa en línea
Desde 2015 hasta 2019 Astral permaneció en línea. A pesar de las ventajas de la radio en línea  dejó de transmitir porque no logran potenciarse por la falta de recursos económicos. Esto les causaba muchos inconvenientes, como por ejemplo menos locutores en la radio. Además, la desventaja más grande de este formato radial es que no tienen la misma cantidad de audiencia y difusión, ya que el internet en El Salvador no es masivo.

### Desaparición y resurrección de la radio
La desaparición definitiva de Astral se dio en 2019 por falta de rentabilidad económica generada por el hecho de transmitir rock. Puesto que en la sociedad salvadoreña todavía se tiene prejuicios sobre este género. Según un estudio de Focus group realizado por Astral  en 2011 determinó que los anunciantes de la radio percibían que la radio era escuchada por personas con bajo nivel adquisitivo. Esto por los prejuicios del rock, ya que se creía que eran satánicos, vagabundos, delincuentes. Por lo tanto,  no tenían suficientes ingresos económicos y la rentabilidad es de vital importancia para la supervivencia de un medio.
El 1 de diciembre de 2022, gracias a la petición de los fans del rock en El Salvador, Radio Astral volvió al aire en el dial del 102.9 FM (reemplazando a la Radio 102Nueve, quien en noviembre de 2022, transmitía una programación de rock).